# 似微孢碘泡虫
似微孢碘泡虫（学名：Myxobolus pseudomicrosporus）为碘泡科碘泡虫属的动物。在中国，分布于四川等，营寄生生活，寄生在云南光唇鱼的胆囊。